# Ԍ
Komi Sje (Ԍ ԍ, chữ nghiêng: Ԍ ԍ) là một chữ cái trong bảng chữ cái Molodtsov, một biến thể của bảng chữ cái Kirin. Nó chỉ được sử dụng trong chữ viết của tiếng Komi vào những năm 1920. Nó đại diện cho âm /ɕ/. Hình dạng của nó tương tự với chữ cái Latinh G (G g G g).

## Mã máy tính
| Kí tự               | Ԍ                                | Ԍ                                | ԍ                              | ԍ                              |
| ------------------- | -------------------------------- | -------------------------------- | ------------------------------ | ------------------------------ |
| Tên Unicode         | CYRILLIC CAPITAL LETTER KOMI SJE | CYRILLIC CAPITAL LETTER KOMI SJE | CYRILLIC SMALL LETTER KOMI SJE | CYRILLIC SMALL LETTER KOMI SJE |
| Mã hóa ký tự        | decimal                          | hex                              | decimal                        | hex                            |
| Unicode             | 1292                             | U+050C                           | 1293                           | U+050D                         |
| UTF-8               | 212 140                          | D4 8C                            | 212 141                        | D4 8D                          |
| Tham chiếu ký tự số | &#1292;                          | &#x50C;                          | &#1293;                        | &#x50D;                        |